# Cawdor
Cawdor, auch als Calder bekannt, schottisch-gälisch: Caladar, ist eine kleine Ortschaft in der schottischen Region Highland. Sie liegt in der traditionellen Grafschaft Nairnshire etwa sechs Kilometer südwestlich von Nairn und 18 km ostnordöstlich von Inverness.

## Geschichte
In Cawdor befindet sich Cawdor Castle, das durch William Shakespeare Eingang in die Literaturgeschichte fand. Die Tragödie und der Tod Duncans in Macbeth sind dort angesiedelt. Die Cawdor Parish Church wurde im Jahre 1619 errichtet und in den 1830er Jahren erweitert.
1984 wurde südwestlich von Cawdor mittels Luftbildfotografie ein römisches Militärlager entdeckt und daraufhin in den Jahren 1985 bis 1988 freigelegt. Daten aus Messungen mittels der Radiokohlenstoffdatierung deuten darauf hin, dass es aus der Zeit Agricolas stammt. Es handelt sich um eines der nördlichsten entdeckten römischen Militärlager Großbritanniens.
Südöstlich der Ortschaft befindet sich der Clava Cairn von Little Urchany.

## Wirtschaft
Nahe der Stadt liegt die seit 1812 operierende Whiskybrennerei Royal Brackla, die heute zum Bacardi-Konzern gehört. Neben Royal Lochnagar und der ehemaligen Destillerie Glenury Royal ist sie die einzige Brennerei, die den Namenszusatz Royal führen darf.

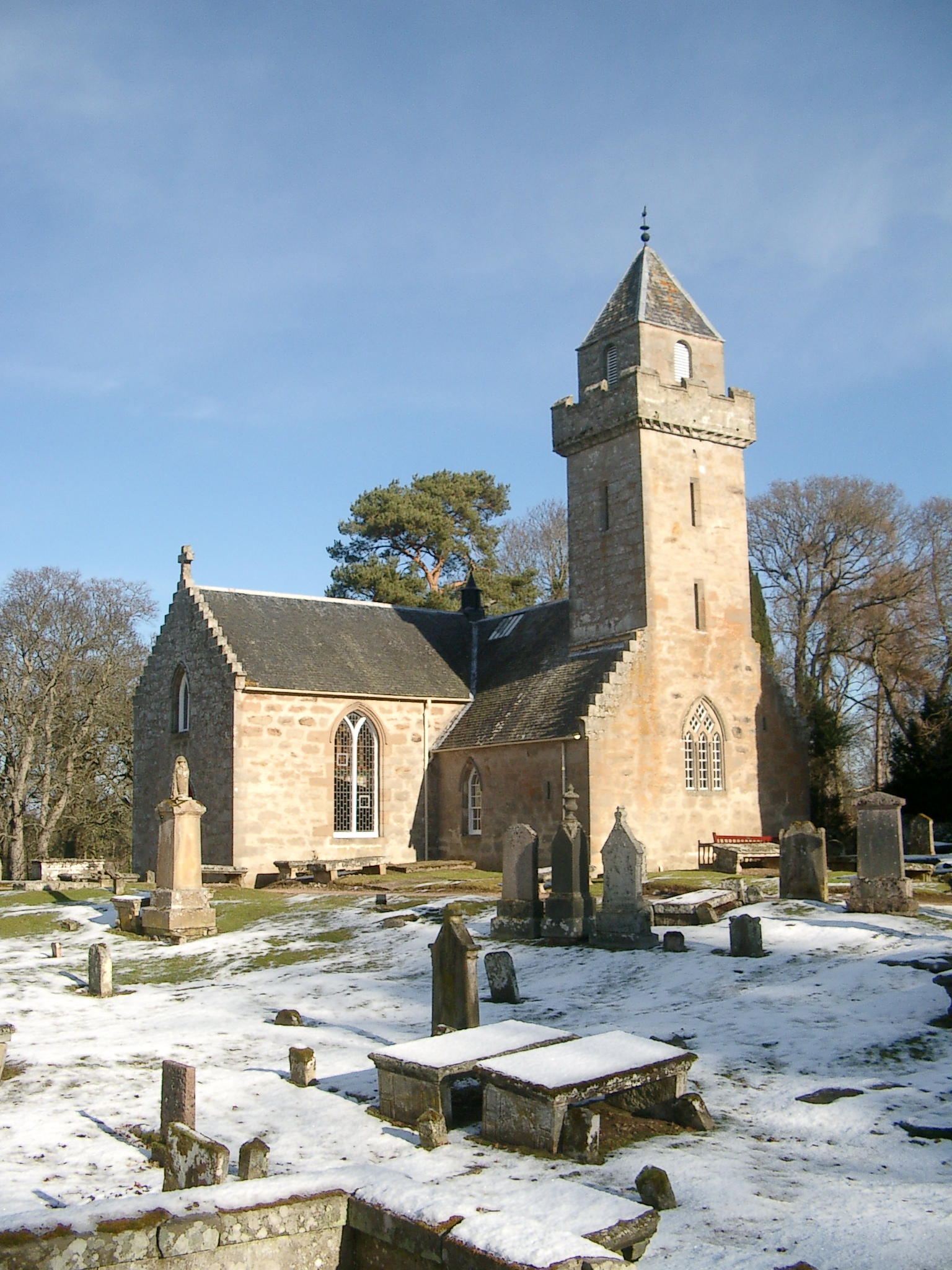
Cawdor Parish Church
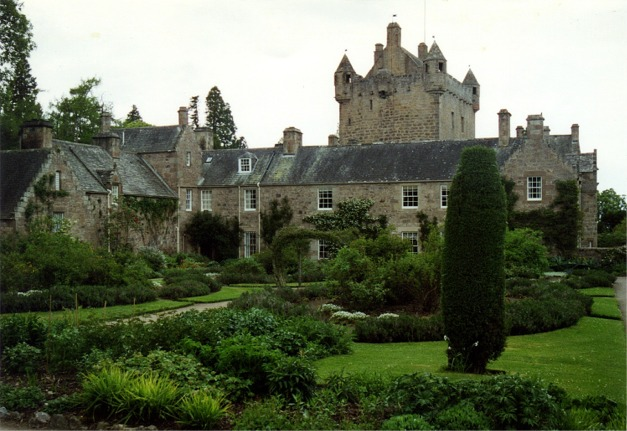
Cawdor Castle
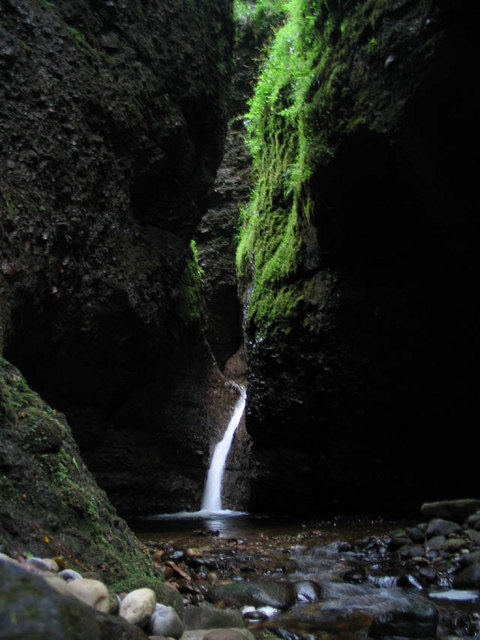
Cawdor-Schlucht südlich von Cawdor